# Ievgueni Boríssovitx Alekséiev
Ievgueni Boríssovitx Alekséiev rus: Евгений Борисович Алексеев (1946 - 1987) va ser un botànic, agrostòleg rus que va realitzar, en la seva curta carrera científica, més de 250 identificacions i classificacions de noves espècies de gramínies. La major part les va publicar al Butlletí de la societat de naturalistes russos (Бюллетень Московского общества испытателей природы).

## Honors
Plantes anomenades en el seu honor:
- Festuca alekseevii Fern.Casas & M.Laínz
- Festuca alexeevii Tzvelev
- Typha alekseevii Mavrodiev